# کیو جیلینز
کیو جیلینز (هلندی: Kew Jaliens؛ زادهٔ ۱۵ سپتامبر ۱۹۷۸) یک بازیکن فوتبال اهل هلند است.

## تیم ملی
وی همچنین در تیم ملی فوتبال هلند بازی کرده است.